# Caproni Ca.2
Caproni Ca.2 là một loại máy bay ném bom hạng nặng của Ý trong Chiến tranh thế giới I.

## Quốc gia sử dụng
- Italy: Corpo Aeronautico Militare

## Tính năng kỹ chiến thuật (Ca.2)
Đặc tính tổng quan
- Kíp lái: 4
- Chiều dài: 11,05 m (36 ft 3 in)
- Sải cánh: 22,74 m (74 ft 7 in)
- Chiều cao: 3,7 m (12 ft 2 in)
- Diện tích cánh: 95,6 m2 (1.029 foot vuông)
- Trọng lượng rỗng: 3.302 kg (7.280 lb)
- Trọng lượng cất cánh tối đa: 4.000 kg (8.818 lb)
- Động cơ: 2 × Fiat A.10 kiểu động cơ piston 6 xy-lanh, làm mát bằng nước, 75 kW (101 hp) mỗi chiếc
- Động cơ: 1 × Isotta-Fraschini V.4B kiểu động cơ piston 6 xy-lanh, làm mát bằng nước, 112 kW (150 hp)

Hiệu suất bay
- Vận tốc cực đại: 133 km/h (83 mph; 72 kn)

Vũ khí trang bị

- 2 × súng máy FIAT-Revelli 6,5 mm
- Bom